# Толтуново
Толтуново — деревня в Степановском сельском поселении Галичского района Костромской области России. 

## География
Село расположено на северо-восточном берегу Галичского озера.

## История
В 1730 году деревня принадлежала Лаврентию Федоровичу Нелидову. Его дочь, Ефимья Лаврентьевна, получила Толтуново в приданое при замужестве за Василием Ивановичем Толбузиным. В 1748 году В. И. Толбузин был воеводой в городе Мезени. Его сын, Н. В. Толбузин, командуя линейным кораблём «Азия», пропал без вести вместе со всем экипажем в 1773 году в Средиземном море. Дочь В. И. Толбузина, Матрёна Васильевна, вышла замуж за Фёдора Ивановича Катенина и была бабкой поэта Павла Александровича Катенина.
Согласно Спискам населенных мест Российской империи в 1872 году деревня относилась к 1 стану Галичского уезда Костромской губернии. В нём числилось 10 дворов, проживало 43 мужчины и 57 женщин.
Согласно переписи населения 1897 года в деревне проживало 143 человека (64 мужчины и 79 женщин).
Согласно Списку населенных мест Костромской губернии в 1907 году деревня относилась к Вознесенской волости Галичского уезда Костромской губернии. По сведениям волостного правления за 1907 год в ней числилось 23 крестьянских двора и 200 жителей. Основным занятием жителей деревни, помимо земледелия, был плотницкий промысел.
До муниципальной реформы 2010 года деревня являлась административным центром Толтуновского сельского поселения.